# Archidium rehmannii
Archidium rehmannii är en bladmossart som beskrevs av Mitten 1886. Archidium rehmannii ingår i släktet Archidium och familjen Archidiaceae. Inga underarter finns listade i Catalogue of Life.